# 19 de março
19 de março é o 78.º dia do ano no calendário gregoriano (79.º em anos bissextos). Faltam 287 dias para acabar o ano.

## Eventos históricos

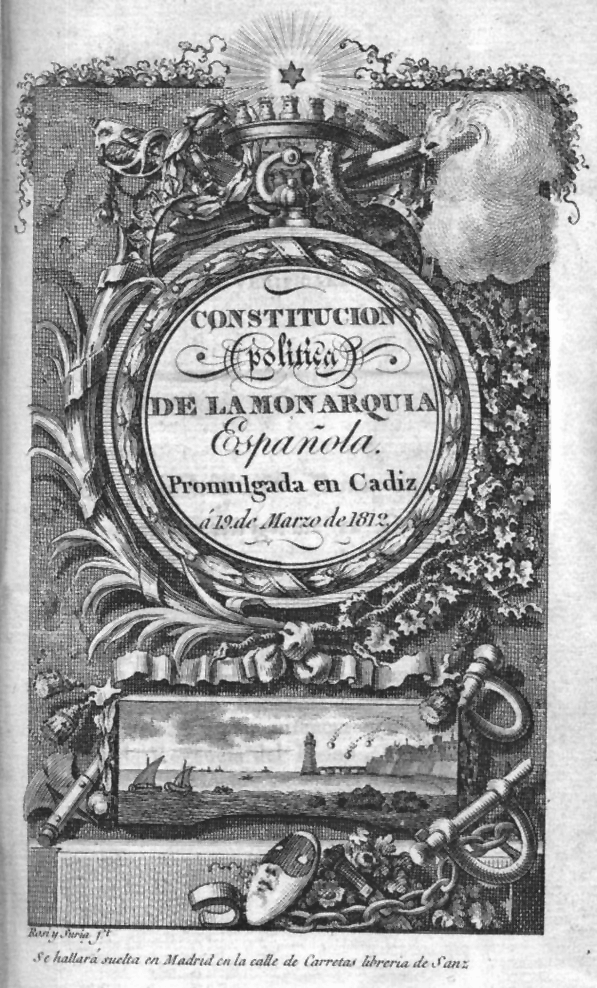
1812: Frontispício de uma edição contemporânea da Constituição de Cádis

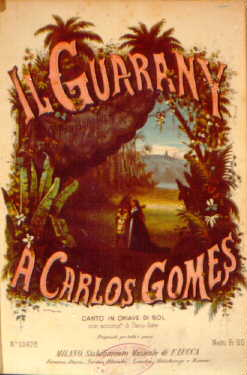
1870: Capa da partitura da ópera O Guarani de Carlos Gomes

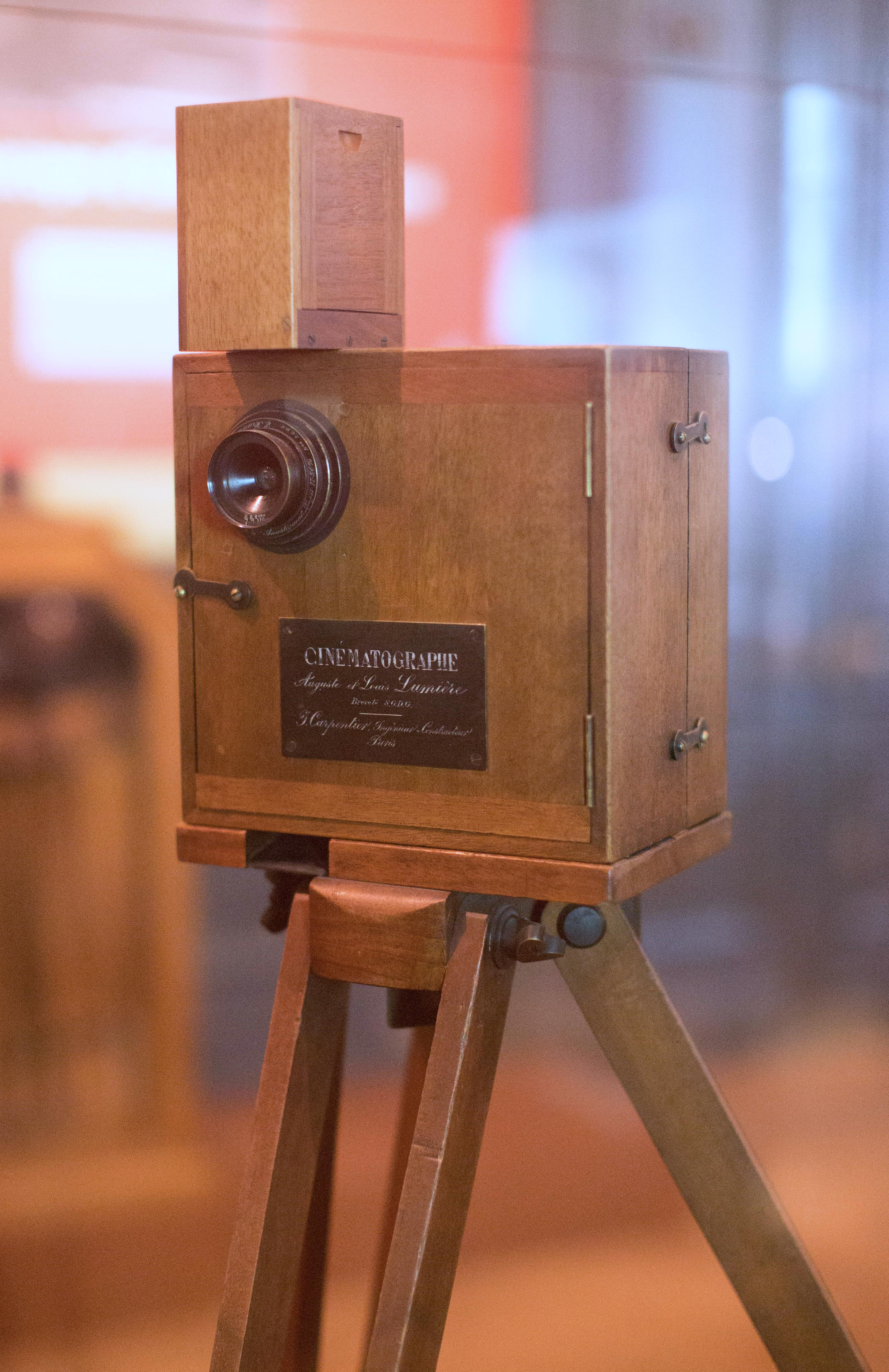
1895: O cinematógrafo de Lumière

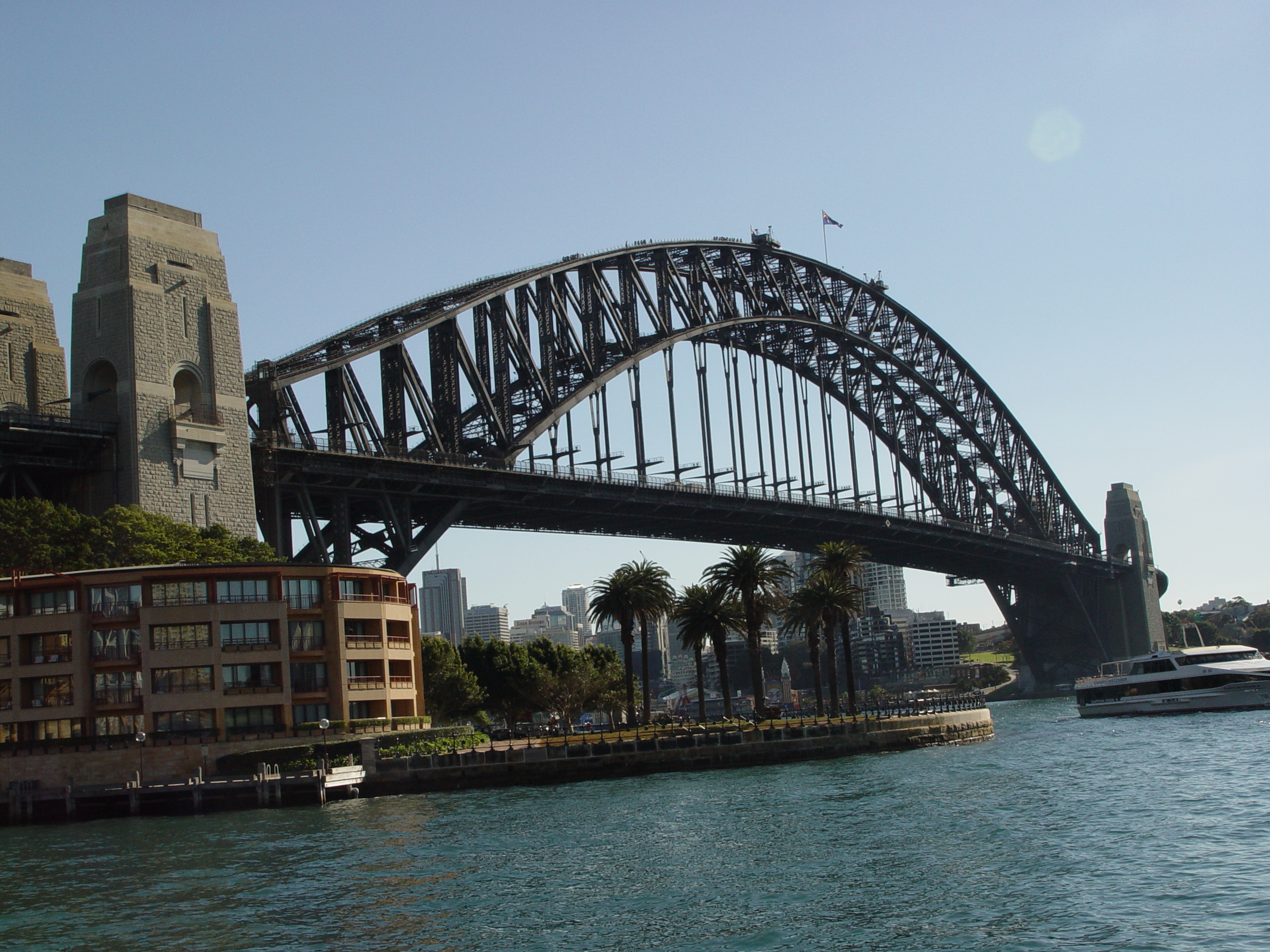
1932: Ponte da Baía de Sydney

- 1277 — O tratado bizantino-veneziano de 1277 é concluído, estipulando uma trégua de dois anos e renovando os privilégios comerciais venezianos no Império Romano-Oriental (chamado de Império Bizantino pelos historiadores).[1]
- 1279 — Uma vitória mongol na Batalha de Yamen termina com o reinado da dinastia Sung da China.
- 1284 — O Estatuto de Rhuddlan incorpora o Principado de Gales à Inglaterra.
- 1452 — Frederico III de Habsburgo é o último Imperador Romano-Germânico coroado pela tradição medieval em Roma pelo Papa Nicolau V.
- 1563 — O Edito de Amboise é assinado, terminando com a primeira fase das Guerras religiosas na França e concedendo certas liberdades aos huguenotes.
- 1679 — O Reino da Suécia assina a paz com o Principado-Bispado de Münster. O tratado também impunha a retirada de Münster de todos os soldados a serviço do Reino da Dinamarca e Noruega.
- 1687 — O explorador francês René Robert Cavelier de La Salle, na procura pela foz do rio Mississippi, é assassinado por seus próprios homens.
- 1808 — Carlos IV, rei da Espanha, abdica após tumultos e uma revolta popular no palácio de inverno de Aranjuez. Seu filho, Fernando VII, assume o trono.
- 1812 — Promulgada a Constituição de Cádis (La Pepa), foi o primeiro documento constitucional aprovado na Península Ibérica e um dos primeiros no mundo.
- 1823 — Término do Primeiro Império Mexicano. Durou apenas oito meses.
- 1824 — O explorador americano Benjamin Morrell partiu da Antártida após uma viagem posteriormente atormentada por alegações de fraude.[2]
- 1831 — Primeiro assalto a banco documentado na história dos Estados Unidos, quando ladrões roubaram US$ 245 mil (valores de 1831) do City Bank (atual Citibank) na Wall Street. A maior parte do dinheiro foi recuperada.
- 1853 — O Reino Celestial Taiping, estado rebelde não reconhecido pelo então governo chinês e que buscava a derrubada da dinastia Qing do poder para estabelecer em seu lugar uma monarquia absolutista teocrática cristã na China, ocupa e faz de Nanquim a sua capital até 1864. A Rebelião Taiping foi a guerra civil mais sangrenta da história mundial.
- 1865 — Guerra de Secessão Americana: começa a Batalha de Bentonville. No final da batalha, dois dias depois, as forças confederadas haviam se retirado de Four Oaks, na Carolina do Norte.
- 1870 — Estreia mundial no Teatro alla Scala de Milão, Itália do “O Guarani”, ópera do compositor brasileiro Carlos Gomes.
- 1885 — O político canadense Louis Riel declara um governo provisório em Saskatchewan, dando inicício à Rebelião do Noroeste.
- 1895 — Auguste e Louis Lumière gravam seu primeiro filme usando seu cinematógrafo recentemente patenteado.
- 1900 — O arqueólogo britânico Arthur John Evans começa a escavar o Palácio de Knossos, o centro da civilização cretense.
- 1915 — Plutão é fotografado pela primeira vez, mas não é reconhecido como um planeta.
- 1920 — O Senado dos Estados Unidos rejeita o Tratado de Versalhes pela segunda vez (a primeira foi em 19 de novembro de 1919).
- 1921 — Guerra da Independência da Irlanda: um dos maiores combates da guerra ocorre em Crossbarry, Condado de Cork. Cerca de 100 voluntários do Exército Republicano Irlandês (IRA) escaparam de uma emboscada de cerca de 1 300 soldados britânicos.
- 1932 — Inaugurada a ponte da Baía de Sydney.
- 1943 — Frank Nitti, chefe da máfia de Chicago depois de Al Capone, suicida-se com dois tiros na cabeça na plataforma da Estação Central de Ilinóis.
- 1944 — Segunda Guerra Mundial: forças nazistas ocupam a Hungria.
- 1945
  - Ao largo da costa do Japão, um bombardeiro de mergulho atinge o porta-aviões USS Franklin, matando 724 pessoas de sua tripulação. Bastante danificado, o navio ainda é capaz de retornar para os Estados Unidos por seus próprios meios.
  - Adolf Hitler assina o Decreto Nero ordenando a destruição da infraestrutura da Alemanha e de países ocupados para evitar que as tropas aliadas (principalmente as soviéticas) tenham acesso às obras e às construções da era nazista.
- 1946 — Guiana Francesa, Guadalupe, Martinica e Reunião tornam-se departamentos de ultramar da França, assim se tornando regiões integrais da França e não mais dependências.
- 1962 — Guerra de Independência Argelina: é declarado um cessar-fogo.
- 1964
  - Revolta dos sargentos no Brasil: 19 sargentos indiciados em inquérito policial-militar (IPM) foram condenados a quatro anos de prisão.
  - Mais de 500 mil brasileiros participam da Marcha da Família com Deus pela Liberdade, em protesto contra o governo do presidente João Goulart (de ideologia trabalhista) e contra o comunismo.
- 1967 — Entra em vigor no plano internacional a Convenção de Viena sobre Relações Consulares.
- 1969 — A antena de telecomunicações de 385 metros de altura em Emley Moor, Reino Unido, desaba devido ao acúmulo de gelo.
- 1978 — Cinco dias após o início da Operação Litani, a invasão israelense no sul do Líbano, o Conselho de Segurança das Nações Unidas emite a Resolução 425, que cria a Força Interina das Nações Unidas no Líbano (UNIFIL).
- 1979 — Embargo dos Estados Unidos a Cuba: o presidente Jimmy Carter se nega a renovar as restrições para os cidadãos estado-unidenses em viagens para Cuba.
- 1982 — Guerra das Malvinas: forças argentinas desembarcam na Ilha Geórgia do Sul, precipitando a guerra contra o Reino Unido.
- 1989 — A bandeira egípcia é hasteada em Taba, no Egito, anunciando o fim da ocupação israelense após a Guerra do Yom Kippur em 1973 e as negociações de paz, em 1979.
- 2002 — O Zimbabwe é suspenso da Comunidade das Nações sob acusações de abusos dos direitos humanos e de fraude eleitoral, depois de uma eleição presidencial turbulenta.
- 2004 — O presidente taiwanês Chen Shui-bian é baleado dias antes da eleição presidencial no país de 20 de março.
- 2011 — Guerra Civil Líbia: após a fracassada tentativa das forças de Muammar al-Gaddafi em tomar Bengasi, o Exército do Ar Francês lança a Operação Harmattan, dando início à intervenção militar estrangeira na Líbia.
- 2016 — Voo Flydubai 981 cai ao tentar pousar no aeroporto internacional de Rostov do Don, matando todos as 62 pessoas a bordo.
- 2021 — O vulcão Fagradalsfjall entra em erupção perto de Grindavík na Islândia.

## Nascimentos

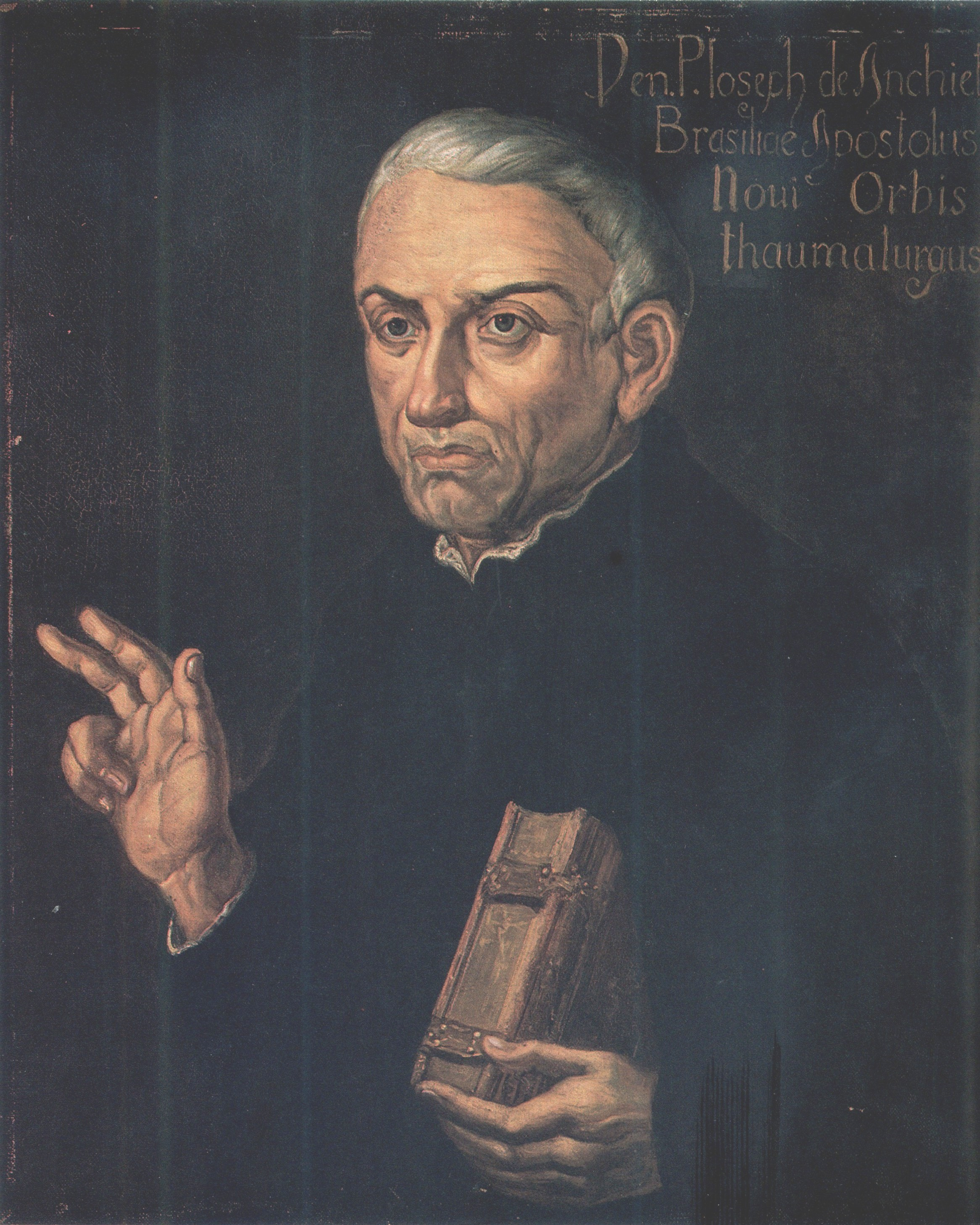
José de Anchieta

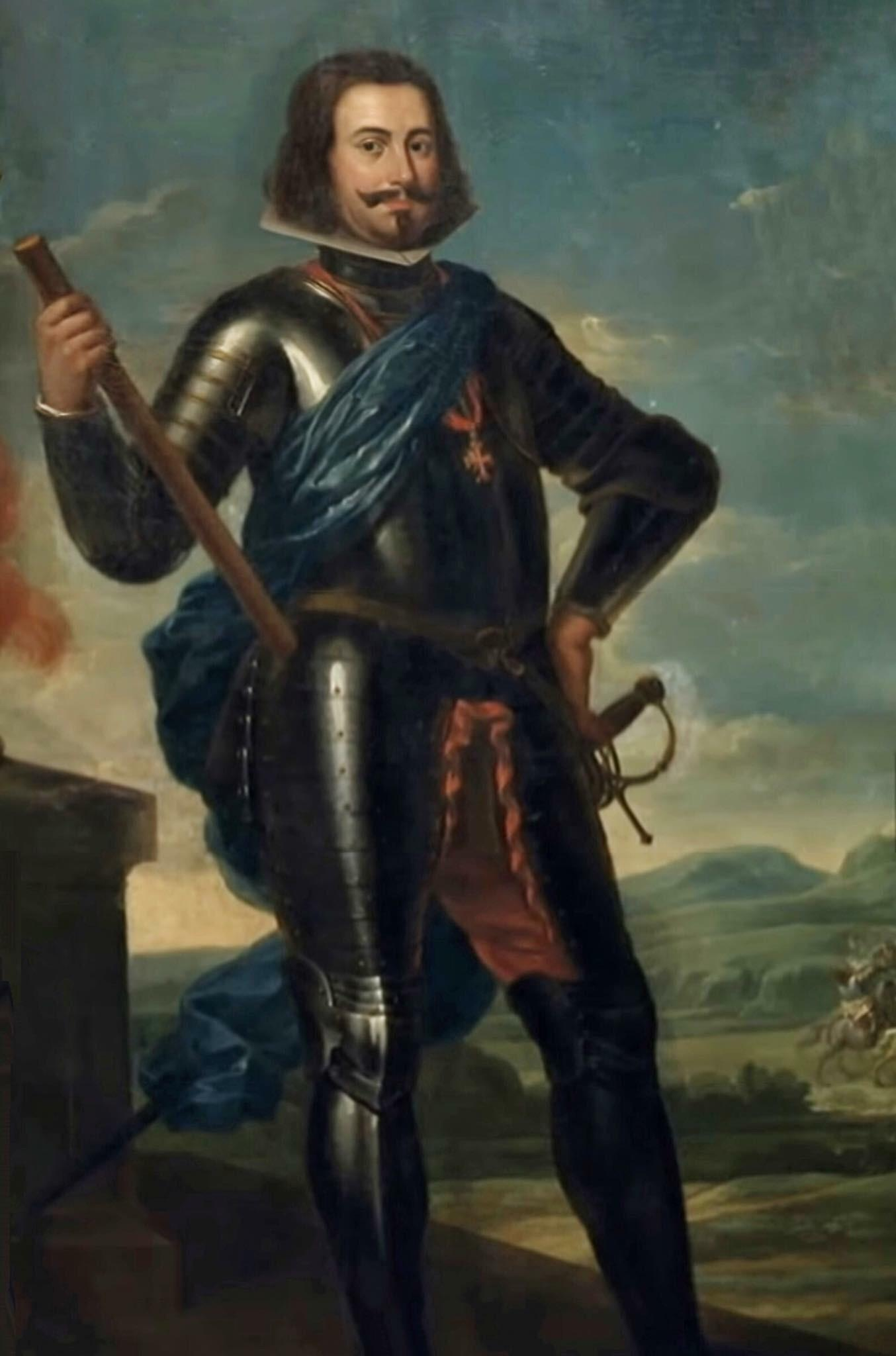
João IV de Portugal

David Livingstone

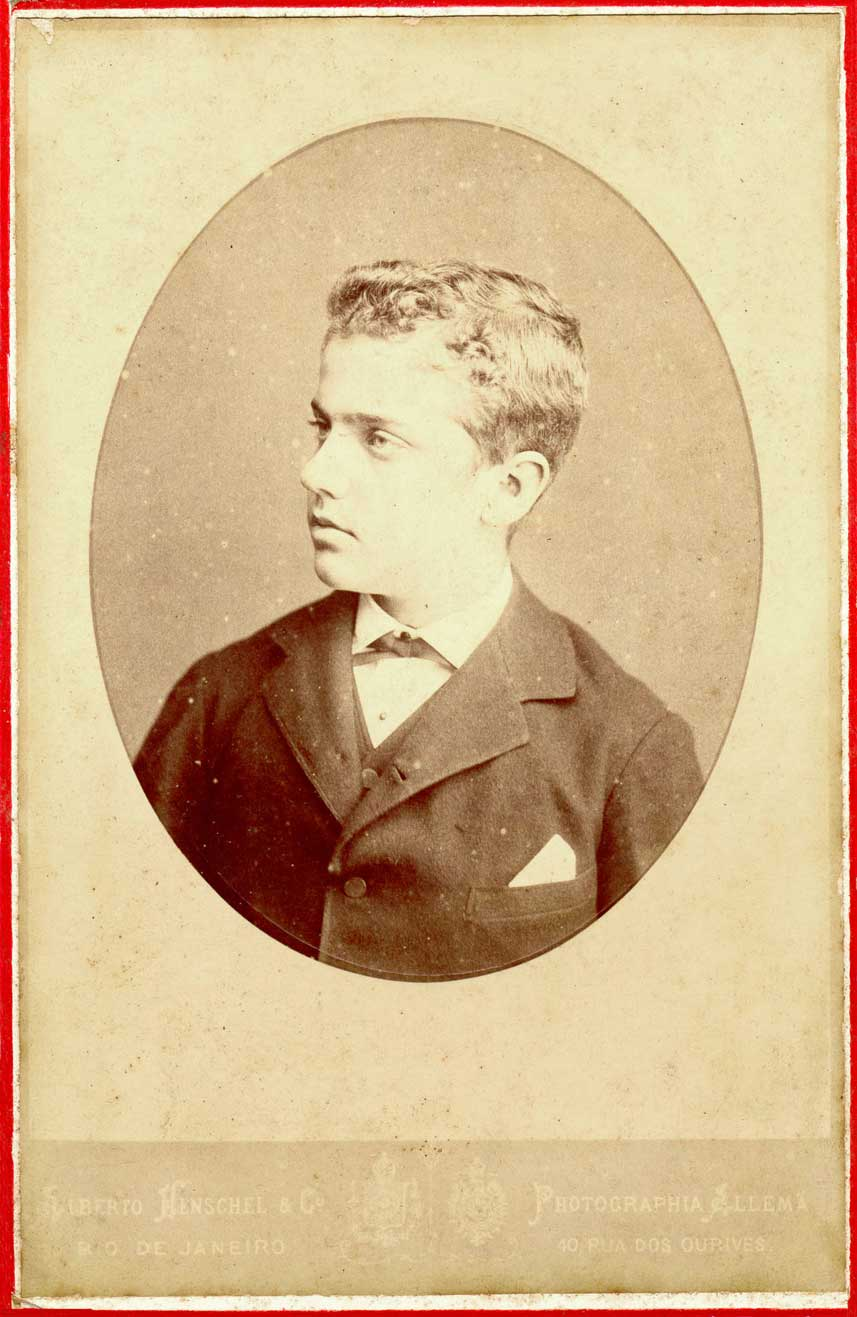
Pedro Augusto de Saxe-Coburgo e Bragança

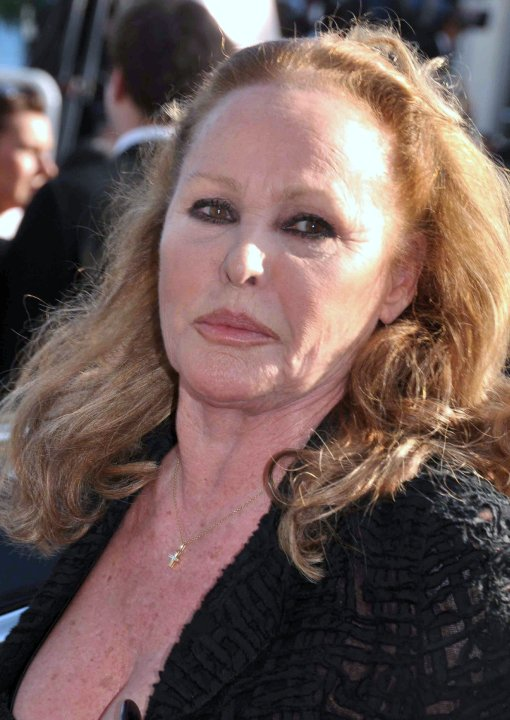
Ursula Andress

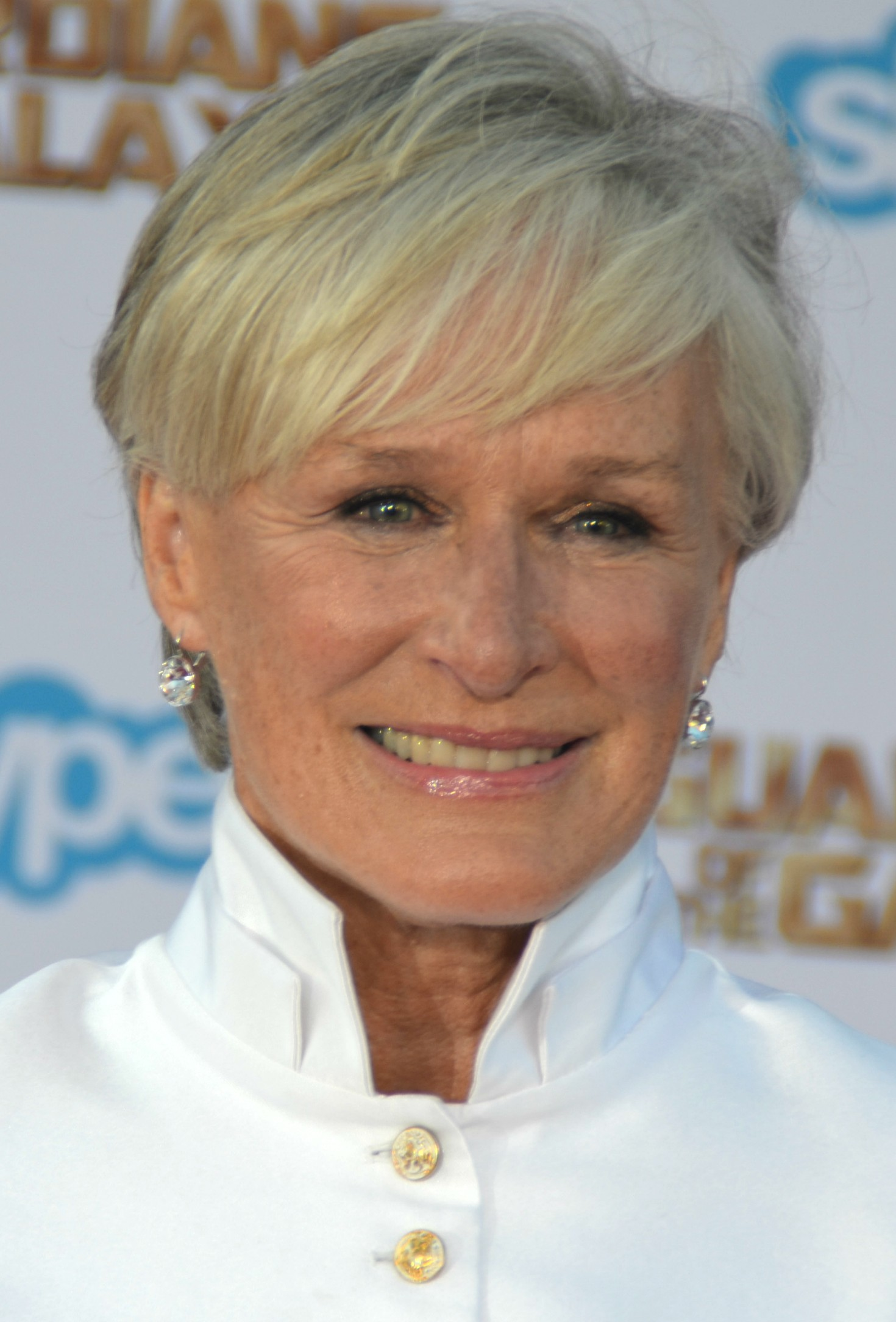
Glenn Close

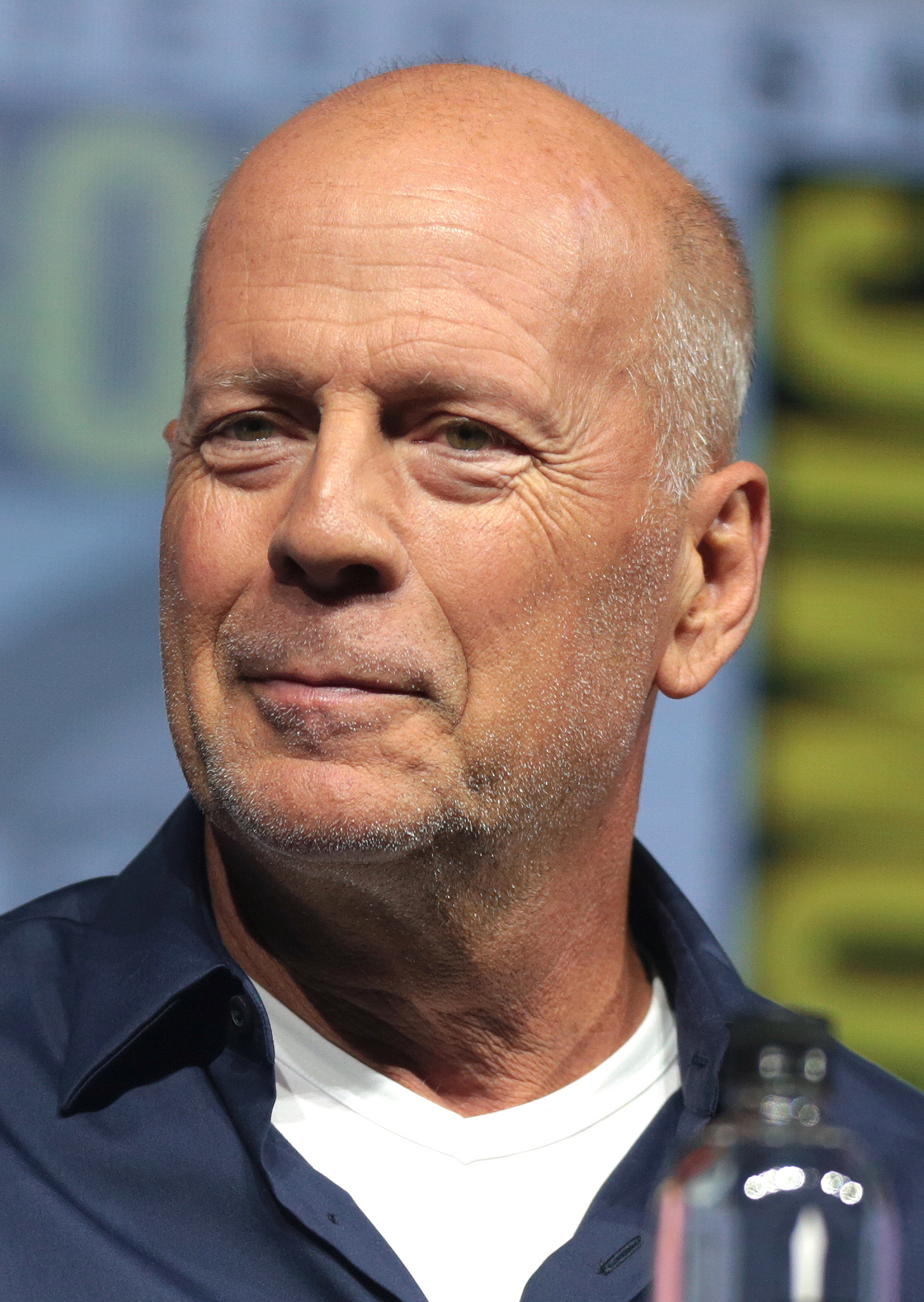
Bruce Willis

### Anteriores ao século XIX
- 1206 — Güyük Cã, governante mongol (m. 1248).
- 1434 — Ashikaga Yoshikatsu, xogum japonês (m. 1443).
- 1488 — Johannes Magnus, arcebispo e teólogo sueco (m. 1544).
- 1534 — José de Anchieta, missionário jesuíta e santo espanhol (m. 1597).
- 1542 — Jan Zamoyski, nobre polonês (m. 1605).
- 1604 — João IV de Portugal (m. 1656).
- 1674 — João de Saldanha da Gama, administrador colonial português (m. 1752).
- 1684 — Jean Astruc, médico e escritor francês (m. 1766).
- 1698 — Jean Calas, mercador francês (m. 1762).
- 1721 — Tobias Smollett, poeta e escritor anglo-italiano (m. 1771).
- 1734 — Thomas McKean, advogado e político americano (m. 1817).
- 1739 — Charles-François Lebrun, advogado e político francês (m. 1824).
- 1742 — Túpac Amaru II, líder indígena peruano (m. 1781).
- 1787 — Delphine LaLaurie, socialite e assassina em série estadunidense (m. 1849).
- 1792 — José María Carreño, político venezuelano (m. 1849).
- 1800 — George Washington Walker, religioso britânico (m. 1859).

### Século XIX
- 1804 — José Antônio Rodrigues Pereira, político brasileiro (m. 1860).
- 1811 — Josef Kling, enxadrista alemão (m. 1876).
- 1813 — David Livingstone, missionário e explorador britânico (m. 1873).
- 1821
  - Richard Francis Burton, militar, geógrafo e diplomata britânico (m. 1890).
  - Joaquim Egídio de Sousa Aranha, político e nobre brasileiro (m. 1893).
  - Francis Barretto Spinola, político estado-unidense (m. 1891).
- 1823 — Aldegunda da Baviera, princesa alemã (m. 1914).
- 1824 — William Allingham, poeta, escritor e estudioso irlandês (m. 1889).
- 1825 — José Antônio Pereira, desbravador brasileiro (m. 1900).
- 1830 — José Francisco Monteiro, povoador português (m. 1917).
- 1839
  - Batuíra, espírita brasileiro (m. 1909).
  - José de Sousa Leão, nobre brasileiro (m. 1908).
- 1841
  - José Ignacio Garmendia, militar, pintor, escritor e diplomata argentino (m. 1925).
  - José Pereira Viana, negociante brasileiro (m. 1910).
- 1844 — Minna Canth, jornalista, dramaturga e ativista finlandesa (m. 1897).
- 1846 — Emilia Bernacchi, bailarina clássica italiana (m. 1902).
- 1847 — Albert Pinkham Ryder, pintor americano (m. 1917).
- 1848 — Wyatt Earp, policial e pistoleiro estado-unidense (m. 1929).
- 1849 — Alfred von Tirpitz, almirante e político alemão (m. 1930).
- 1850 — Alfredo Ellis, médico e político brasileiro (m. 1925).
- 1851
  - Roque Sáenz Peña, político argentino (m. 1914).
  - Frederico Francisco III, nobre alemão (m. 1897).
  - Gaspar José Ferreira Lopes, político brasileiro (m. 1939).
- 1856 — Alfredo Luís Campos, escritor e jornalista português (m. 1931).
- 1857 — Maria José de Bragança, infanta portuguesa (m. 1943).
- 1858 — Kang Youwei, estudioso e político chinês (m. 1927).
- 1860
  - William Jennings Bryan, advogado e político americano (m. 1925).
  - Antônio Clemente Pinto Neto, nobre brasileiro (m. 1912).
- 1862 — Adolf Kneser, matemático alemão (m. 1930).
- 1864
  - Manuel Borba, político brasileiro (m. 1928).
  - Georges Émile Jules Daressy, egiptólogo francês (m. 1938).
- 1866
  - Pedro Augusto, príncipe de Saxe-Coburgo-Gota (m. 1934).
  - António de Amorim Pires Toste, engenheiro civil e jornalista português (m. 1932).
- 1868 — Senda Berenson, jogadora de basquete e educadora lituano-americana (m. 1954).
- 1873 — Max Reger, pianista, compositor e maestro alemão (m. 1916).
- 1875 — Zhang Zuolin, senhor da guerra chinês (m. 1928).
- 1877 — Franz Joseph Emil Fischer, químico alemão (m. 1947).
- 1879 — Hugh Grosvenor, nobre britânico (m. 1953).
- 1882
  - Aleksander Skrzyński, político polonês (m. 1931).
  - António de Magalhães Barros de Araújo Queirós, magistrado e genealogista português (m. 1961)
- 1883
  - Walter Norman Haworth, químico e acadêmico britânico, ganhador do Prêmio Nobel (m. 1950).
  - Joseph Stilwell, general estado-unidense (m. 1946).
- 1888
  - Josef Albers, pintor e educador teuto-americano (m. 1976).
  - Léon Scieur, ciclista belga (m. 1969).
- 1891 — Earl Warren, tenente, jurista e político americano (m. 1974).
- 1894
  - Moms Mabley, comediante e cantor americano (m. 1975).
  - Joseph Kane, cineasta, produtor, montador e roteirista norte-americano (m. 1975).
- 1896 — Prestes Maia, engenheiro civil, arquiteto e político brasileiro (m. 1965).
- 1900 — Frédéric Joliot-Curie, físico e acadêmico francês, ganhador do Prêmio Nobel (m. 1958).

### Século XX

#### 1901–1950
- 1901 — Jo Mielziner, cenógrafo franco-americano (m. 1976).
- 1903
  - Joseph Meng Ziwen, religioso chinês (m. 2007).
  - José Cuatrecasas, botânico hispano-americano (m. 1996).
- 1904 — John Sirica, advogado e juiz americano (m. 1992).
- 1905 — Albert Speer, arquiteto e político alemão (m. 1981).
- 1906
  - Adolf Eichmann, oficial alemão (m. 1962).
  - Roy Roberts, ator estado-unidense (m. 1975).
- 1907
  - Antônio Brochado da Rocha, político brasileiro (m. 1995).
  - Manuel Ribeiro de Pavia, pintor português (m. 1957).
- 1908 — Christa Schroeder, secretária alemã (m. 1984).
- 1909 — Attilio Demaría, futebolista ítalo-argentino (m. 1990).
- 1911 — Assis Valente, compositor brasileiro (m. 1958).
- 1912 — Rafael García Mata, engenheiro agrônomo argentino (m. 2005).
- 1913
  - Hosana de Siqueira e Silva, presbítero brasileiro (m. 1997).
  - Maurício Chagas Bicalho, advogado brasileiro (m. 1999).
  - Michel Brusseaux, futebolista francês (m. 1986).
- 1914
  - Leonidas Alaoglu, matemático e teórico canadense-americano (m. 1981).
  - Jimmy Lester, cantor brasileiro (m. 1998).
- 1915 — Patricia Morison, atriz e cantora americana (m. 2018).
- 1916 — Irving Wallace, jornalista, escritor e roteirista estado-unidense (m. 1990).
- 1917
  - László Szabó, jogador de xadrez húngaro (m. 1998).
  - Dinu Lipatti, pianista e compositor romeno (m. 1950).
- 1918 — António de Sommer Champalimaud, empresário português (m. 2004).
- 1919 — José Alí Lebrún Moratinos, cardeal venezuelano (m. 2001).
- 1920 — Tige Andrews, ator estado-unidense (m. 2007).
- 1921 — Joseph-Marie Trịnh Văn Căn, cardeal vietnamita (m. 1990).
- 1922 — Hiroo Onoda, tenente japonês (m. 2014).
- 1924 — Joe Gaetjens, futebolista haitiano (m. 1964).
- 1926
  - Athina Livanos, magnata grega (m. 1974).
  - Valerio Zurlini, cineasta e roteirista italiano (m. 1982).
- 1927 — Allen Newell, psicólogo cognitivo estado-unidense (m. 1992).
- 1928
  - Hans Küng, teólogo e escritor suíço (m. 2021).
  - Patrick McGoohan, ator, diretor, produtor e roteirista irlandês-americano (m. 2009).
  - Åke Johansson, futebolista sueco (m. 2014).
- 1929 — Dequinha, futebolista brasileiro (m. 1997).
- 1932 — Evandro do Bandolim, músico brasileiro (m. 1994).
- 1933
  - Philip Roth, novelista estado-unidense (m. 2018).
  - Richard Williams, animador, diretor e roteirista canadense-britânico (m. 2019).
  - Renée Taylor, atriz, produtora e roteirista estado-unidense.
- 1936 — Ursula Andress, modelo e atriz suíça.
- 1937
  - Egon Krenz, político alemão.
  - Carlo Mazzone, futebolista e treinador de futebol italiano (m. 2023).
- 1938 — Maria Cavaco Silva, professora universitária portuguesa.
- 1939
  - José Reinaldo Tavares, político brasileiro.
  - José Mário Stroeher, religioso brasileiro.
  - Hilário da Conceição, ex-futebolista moçambicano.
- 1941 — Jozo Zovko, sacerdote, teólogo e escritor bósnio.
- 1942
  - José Serra, político brasileiro.
  - Rinus Israël, ex-futebolista neerlandês.
- 1943
  - Mario Molina, químico e acadêmico mexicano, ganhador do Prêmio Nobel (m. 2020).
  - Francisco Valdés, futebolista chileno (m. 2009).
  - Vern Schuppan, ex-automobilista australiano.
  - Oliveira Duarte, ex-futebolista português.
  - Mario Monti, economista e político italiano.
- 1944
  - Sirhan Sirhan, assassino palestino.
  - Said Musa, advogado e político belizenho.
- 1945 — Modestas Paulauskas, ex-jogador e treinador de basquete lituano.
- 1946
  - Bigas Luna, cineasta espanhol (m. 2013).
  - Ognyan Gerdzhikov, político e jurista búlgaro.
- 1947
  - Erika Zuchold, ex-ginasta alemã (m. 2015).
  - Glenn Close, atriz, cantora e produtora estado-unidense.
  - Marinho Peres, futebolista e treinador de futebol brasileiro (m. 2023).
- 1949
  - Blase Joseph Cupich, teólogo e cardeal americano.
  - Valery Leontiev, cantor russo.
- 1950 — James Redfield, escritor, roteirista e produtor de cinema estado-unidense.

#### 1951–2000
- 1952
  - Mokhtar Hasni, futebolista tunisiano (m. 2024).
  - Harvey Weinstein, diretor e produtor cinematográfico estado-unidense.
  - Ole Rasmussen, ex-futebolista dinamarquês.
- 1953
  - Ian Blair, policial britânico.
  - Peter Hendy, empresário britânico.
  - Ricky Wilson, cantor, compositor e músico americano (m. 1985).
  - Billy Sheehan, músico estado-unidense.
  - Lenín Moreno, político equatoriano.
- 1954
  - Herman José, humorista e ator português.
  - Margarida, árbitro de futebol brasileiro (m. 1995).
  - Cho Kwang-rae, ex-futebolista e treinador de futebol sul-coreano.
- 1955
  - Bruce Willis, ator e produtor teuto-americano.
  - Pino Daniele, cantor, compositor e instrumentista italiano (m. 2015).
  - Sarah McCorquodale, nobre britânica.
- 1956
  - Maria de Lurdes Rodrigues, política portuguesa.
  - Yegor Gaidar, economista e político russo (m. 2009).
  - Alina Fernández, ativista cubana.
- 1958
  - Andy Reid, ex-jogador e treinador de futebol americano estado-unidense.
  - Germán Chavarría, ex-futebolista costarriquenho.
- 1959
  - Marcelo Gleiser, físico, astrônomo e escritor brasileiro.
  - Terry Hall, músico britânico (m. 2022).
- 1960
  - Eliane Elias, cantora, compositora e pianista brasileira.
  - Józef Cepil, político polonês.
- 1961
  - Rune Bratseth, ex-futebolista norueguês.
  - Vata Matanu Garcia, ex-futebolista angolano.
  - Klébi Nori, compositora e escritora brasileira.
- 1962
  - Júlio Levy, ator brasileiro.
  - Jim Korderas, árbitro de wrestling canadense.
  - Ivan Yaremchuk, ex-futebolista ucraniano.
  - Milton Cunha, carnavalesco brasileiro.
- 1963
  - Zezeh Barbosa, atriz brasileira.
  - Neil LaBute, diretor de cinema e roteirista estado-unidense.
- 1964
  - Nicola Larini, ex-automobilista italiano.
  - Jake Weber, ator britânico.
  - Roy Wegerle, ex-futebolista estado-unidense.
- 1965
  - Paulo Pimenta, político brasileiro.
  - Rômulo Gouveia, político brasileiro (m. 2018).
  - Jeff Pidgeon, dublador, animador e roteirista estado-unidense.
  - Henrique Portugal, tecladista brasileiro.
- 1966
  - Anja Rupel, cantora e compositora eslovena.
  - Cristina Brasil, ex-modelo e apresentadora de televisão brasileira.
  - Olaf Marschall, ex-futebolista e treinador de futebol alemão.
  - Nigel Clough, ex-futebolista e treinador de futebol britânico.
  - Andy Sinton, ex-futebolista e treinador de futebol britânico.
- 1968 — Khaled Mardam-Bey, empresário jordaniano.
- 1969
  - Connor Trinneer, ator estado-unidense.
  - Mana, músico, estilista e modelo japonês.
  - Maria José Batista de Sales, ex-handebolista brasileira.
  - Gary Jules, cantor e compositor estado-unidense.
- 1970
  - Renaldo, ex-futebolista brasileiro.
  - Michael Krumm, automobilista alemão.
  - Abelardo Fernández, ex-futebolista e treinador de futebol espanhol.
- 1971
  - Nadja Auermann, modelo alemã.
  - José Cardozo, ex-futebolista e treinador de futebol paraguaio.
  - Yahya Golmohammadi, ex-futebolista e treinador de futebol iraniano.
  - José Marco Melo, ex-jogador de vôlei de praia brasileiro.
  - Grzegorz Mielcarski, ex-futebolista polonês.
- 1973
  - Magnus Hedman, ex-futebolista sueco.
  - Fábio Limma, ator e diretor de cinema brasileiro.
  - Alexandre Barillari, ator brasileiro.
  - Vágner, ex-futebolista brasileiro.
  - Brant Bjork, músico e produtor musical estado-unidense.
  - Rodrigo Chagas, ex-futebolista e treinador de futebol brasileiro.
- 1974
  - Mari Alexandre, modelo e atriz brasileira.
  - Vida Guerra, modelo e atriz cubana.
  - Marcel Tiemann, automobilista alemão.
  - Nivaldo, ex-futebolista brasileiro.
- 1975
  - Zé Carlos, ex-futebolista brasileiro.
  - Antonio Daniels, jogador de basquete estado-unidense.
  - Vivian Hsu, atriz, modelo e cantora taiwanesa.
- 1976
  - Alessandro Nesta, ex-futebolista e treinador de futebol italiano.
  - José Luis Rondo, ex-futebolista guinéu-equatoriano.
- 1977
  - José Duno, ex-futebolista venezuelano.
  - Robert Lindstedt, tenista sueco.
- 1978 — Lenka, atriz, cantora e compositora australiana.
- 1979
  - Sheldon Brown, jogador de futebol americano.
  - Ivan Ljubičić, ex-tenista croata.
  - Hidayet Türkoğlu, jogador de basquete turco.
  - Yonathan, ex-futebolista espanhol.
  - Cesáreo Victorino, ex-futebolista mexicano.
  - Jair Ventura, treinador de futebol brasileiro.
- 1980
  - Mikuni Shimokawa, cantora e compositora japonesa.
  - Antonella Costa, atriz argentina.
- 1981
  - Steve Cummings, ciclista britânico.
  - Kolo Touré, ex-futebolista costa-marfiniano.
  - Dickson Choto, ex-futebolista zimbabuano.
  - Luis Moreno, ex-futebolista panamenho.
- 1982
  - Obinna Nwaneri, ex-futebolista nigeriano.
  - Eduardo Saverin, empresário brasileiro-cingapurense.
  - Alexandra Marinescu, ex-ginasta romena.
  - Ronny Büchel, ex-futebolista liechtensteinense.
  - Brad Jones, ex-futebolista australiano.
  - Miguel Fidalgo, ex-futebolista português.
  - Leandro de Almeida, futebolista húngaro-brasileiro.
  - Patricio Toranzo, futebolista argentino.
- 1983
  - Tomoyoshi Koyama, motociclista japonês.
  - Matt Sydal, wrestler estado-unidense.
- 1984
  - Markus Halsti, ex-futebolista finlandês.
  - Degu Debebe, futebolista etíope.
  - Bianca Balti, modelo italiana.
- 1985
  - Ernesto Viso, automobilista venezuelano.
  - Caroline Seger, futebolista sueca.
  - Mohamed Lamine Zemmamouche, futebolista argelino.
  - Albert Baning, ex-futebolista camaronês.
  - La Materialista, cantora dominicana.
- 1986
  - Sophie Ferguson, ex-tenista australiana.
  - Papakouli Diop, ex-futebolista senegalês.
- 1987
  - Miloš Teodosić, jogador de basquete sérvio.
  - Greta Antoine, atriz e modelo brasileira.
  - Ícaro Silva, ator e apresentador brasileiro.
  - Josie Loren, atriz estado-unidense.
  - AJ Lee, wrestler estado-unidense.
- 1988
  - Clayton Kershaw, jogador de beisebol americano.
  - José Nuñez Montiel, futebolista paraguaio.
- 1990 — Jonathan Urretaviscaya, futebolista uruguaio.
- 1991
  - Yohandry Orozco, futebolista venezuelano.
  - Aleksandr Kokorin, futebolista russo.
  - Garrett Clayton, ator, cantor e dançarino estado-unidense.
  - Caio Bonfim, atleta brasileiro.
- 1992
  - François Bidard, ciclista francês.
  - Alex Maloney, velejadora neozelandesa.
- 1993
  - Hakim Ziyech, futebolista marroquino.
  - Frank Pasche, ciclista alemão.
- 1994 — Fletcher, cantora estado-unidense.
- 1995
  - Julia Montes, atriz filipina.
  - Clayson, futebolista brasileiro.
  - Philip Daniel Bolden, ator estado-unidense.
  - Héctor Bellerín, futebolista espanhol.
  - Thomas Strakosha, futebolista albanês.
- 1997
  - Rūta Meilutytė, nadadora lituana.
  - Kwak Dong-yeon, ator sul-coreano.
  - Noemie Fox, canoísta australiana.
- 1998 — Sakura Miyawaki, cantora e atriz japonesa.
- 1999 — Sami Outalbali, ator francês.
- 2000
  - Bárbara Maia, atriz brasileira.
  - Su Weide, ginasta chinês.

### Século XXI
- 2001 — Milan Fretin, ciclista belga.
- 2002
  - Josh Mason, automobilista britânico.
  - Lorenzo Milesi, ciclista italiano.

## Mortes

### Anteriores ao século XIX
- 0235 — Alexandre Severo, imperador romano (n. 208).
- 0953 — Ismail Almançor, califa do califado fatímida (n. 913).
- 1238 — Henrique I, o Barbudo, duque polonês (n. 1163).
- 1263 — Hugo de Saint-Cher, cardeal francês (n. 1200).
- 1286 — Alexandre III da Escócia (n. 1241).
- 1330 — Edmundo de Woodstock, 1º Conde de Kent, político inglês (n. 1301).
- 1372 — João II, marquês de Monferrato (n. 1321).
- 1576 — Gaspar de Faria, religioso português (n. 1520).
- 1581 — Francisco I, Duque de Saxe-Lauemburgo (n. 1510).
- 1687 — René Robert Cavelier de La Salle, explorador francês (n. 1643).
- 1711 — Tomás Ken, bispo e escritor de hinos britânico (n. 1637).
- 1721 — Papa Clemente XI (n. 1649).
- 1746 — Ana Leopoldovna, nobre russa (n. 1718).
- 1764 — Antônio da Madre de Deus Galvão, religioso português (n. 1697).

### Século XIX
- 1801 — Ambrosio O'Higgins, militar irlandês (n. 1720).
- 1834 — Pierre Auguste Adet, administrador, diplomata e químico francês (n. 1763).
- 1862 — Friedrich Wilhelm von Schadow, pintor alemão (n. 1789).
- 1865 — Joseph Lebeau, político belga (n. 1794).
- 1872
  - Duarte Borges da Câmara de Medeiros, nobre português (n. 1799).
  - Joseph Bates, ministro evangélico estado-unidense (n. 1792).
- 1875 — João da Silva Machado, político e militar brasileiro (n. 1782).
- 1878 — José Tomás Nabuco de Araújo Filho, magistrado e político brasileiro (n. 1813).
- 1884 — Elias Lönnrot, linguista e etnógrafo finlandês (n. 1802).
- 1897 — Antoine Thomson d'Abbadie, geógrafo, etnólogo, linguista e astrônomo franco-irlandês (n. 1810).
- 1898
  - Cruz e Sousa, poeta brasileiro (n. 1861).
  - Rafael Tobias de Aguiar Pais de Barros, fazendeiro brasileiro (n. 1830).

### Século XX
- 1907
  - Thomas Bailey Aldrich, escritor, dramaturgo e editor estado-unidense (n. 1836).
  - Mariano Baptista, político boliviano (n. 1832).
- 1908 — Eduard Zeller, filósofo alemão (n. 1814).
- 1914 — Giuseppe Mercalli, sacerdote, geólogo e vulcanólogo italiano (n. 1850).
- 1915 — Antonio Agliardi, cardeal italiano (n. 1832).
- 1916 — Herculano Bandeira, magistrado e político brasileiro (n. 1850).
- 1928 — Emil Wiechert, físico e sismólogo alemão (n. 1861).
- 1930
  - Henrique Charles Morize, engenheiro brasileiro (n. 1860).
  - Arthur Balfour, político britânico (n. 1848).
  - Wilfrid Michael Voynich, antiquário e bibliófilo britânico (n. 1865).
- 1934 — Zacharia C. Panţu, botânico romeno (n. 1866).
- 1943 — Frank Nitti, gangster estado-unidense (n. 1888).
- 1949 — James Somerville, almirante e político britânico (n. 1882).
- 1950
  - Edgar Rice Burroughs, escritor estado-unidense (n. 1875).
  - Walter Norman Haworth, químico e acadêmico britânico, ganhador do Prêmio Nobel (n. 1883).
  - Alexandru Vaida-Voevod, político romeno (n. 1872).
- 1951 — Jovino José Fernandes, empresário brasileiro (n. 1886).
- 1957 — Manuel Ribeiro de Pavia, pintor português (n. 1910).
- 1959 — Antônio Dib Mussi, político brasileiro (n. 1911).
- 1965
  - Gheorghe Gheorghiu-Dej, político romeno (n. 1901).
  - Edward Battersby Bailey, geólogo britânico (n. 1881).
- 1968 — Alfred Baeumler, filósofo e pedagogo alemão (n. 1887).
- 1969 — João Nepomuceno Manfredo Leite, político brasileiro (n. 1876).
- 1976 — Paul Kossoff, guitarrista e compositor britânico (n. 1950).
- 1978 — Carlos Torre, enxadrista mexicano (n. 1905).
- 1979 — Fregolente, ator brasileiro (n. 1912).
- 1982 — Randy Rhoads, guitarrista, compositor e produtor estado-unidense (n. 1956).
- 1987 — Louis de Broglie, físico e acadêmico francês, ganhador do Prêmio Nobel (n. 1892).
- 1989 — Fredolino Kuerten, político brasileiro (n. 1914).
- 1990
  - Andrew Wood, cantor e compositor estado-unidense (n. 1966).
  - Wilhelm Flügge, engenheiro alemão (n. 1904).
- 1991 — Ruy Furtado, actor português (n. 1919).
- 1993
  - Renato Costa Lima, político brasileiro (n. 1904).
  - Ulysses Bittencourt, historiador brasileiro (n. 1916).
- 1997
  - Willem de Kooning, pintor e educador neerlandês-americano (n. 1904).
  - Eugène Guillevic, poeta e escritor francês (n. 1907).

### Século XXI
- 2005 — John DeLorean, engenheiro e empresário americano (n. 1925).
- 2007
  - Robert Dickson, poeta e tradutor canadense (n. 1944).
  - Luther Ingram, cantor e compositor estado-unidense (n. 1937).
  - Carlos Maximiliano Fayet, arquiteto brasileiro (n. 1930).
- 2008
  - Arthur C. Clarke, escritor de ficção científica britânico (n. 1917).
  - Paul Scofield, ator britânico (n. 1922).
- 2009
  - Francisco Cunha Pereira Filho, empresário brasileiro (n. 1926).
  - Victor Siaulys, empresário brasileiro (n. 1936).
- 2012 — Ulu Grosbard, diretor e produtor belga-americano (n. 1929).
- 2014 — Patrick McGovern, empresário americano (n. 1937).
- 2016 — Roger Agnelli, banqueiro e empresário brasileiro (n. 1959).
- 2024 — M. Emmet Walsh, ator americano (n. 1935).

## Feriados e eventos cíclicos
- Dia Mundial do Artesão estabelecido pela ONU
- Angola, Bélgica, Espanha, Itália e Portugal – Dia do Pai

### Portugal
- Dia do Carpinteiro
- Dia do Marceneiro
- Feriado Municipal de São José - Póvoa de Lanhoso, Santarém, Torre de Moncorvo e Vizela

### Brasil
- Comemorações pelo dia de São José:
  - Feriado estadual no Amapá.
  - Feriado estadual no Ceará
  - Feriado municipal em Além Paraíba, Minas Gerais.
  - Feriado municipal em Alfenas, Minas Gerais.
  - Feriado municipal em Alto Rio Doce, Minas Gerais.
  - Feriado municipal em Barra Bonita, São Paulo.
  - Feriado municipal em Bezerros, Pernambuco.
  - Feriado municipal em Bicas, Minas Gerais.
  - Feriado municipal em Botelhos, Minas Gerais.
  - Feriado municipal em Carpina, Pernambuco.
  - Feriado municipal em Castro, Paraná.
  - Feriado municipal em Conselheiro Pena, Minas Gerais.
  - Feriado municipal em Cravinhos, São Paulo.
  - Feriado municipal em Guapiara, São Paulo.
  - Feriado municipal em Ibirataia, Bahia.
  - Feriado municipal em Inhumas, Goiás.
  - Feriado municipal em Itabuna, Bahia.
  - Feriado municipal em Itajobi, São Paulo.
  - Feriado municipal em Itajubá, Minas Gerais.
  - Feriado municipal em Itamonte, Minas Gerais.
  - Feriado municipal em Itumirim, Minas Gerais.
  - Feriado municipal em Medeiros, Minas Gerais
  - Feriado municipal em Mogi-Mirim, São Paulo.
  - Feriado municipal em Muzambinho, Minas Gerais.
  - Feriado municipal em Niquelândia, Goiás.
  - Feriado municipal em Nova Era, Minas Gerais.
  - Feriado municipal em Novo Horizonte, São Paulo.
  - Feriado municipal em Paraisópolis, Minas Gerais.
  - Feriado municipal em Rolândia, Paraná.
  - Feriado municipal em São Francisco, Minas Gerais.
  - Feriado municipal em São José, Santa Catarina.
  - Feriado municipal em São José do Rio Pardo, São Paulo.
  - Feriado municipal em São José do Rio Preto, São Paulo.
  - Feriado municipal em São José dos Campos, São Paulo.
  - Feriado municipal em São José dos Pinhais, Paraná.
  - Feriado municipal em São José, Santa Catarina.
  - Feriado municipal em Severínia, São Paulo.
  - Feriado municipal em Tumiritinga, Minas Gerais
- Aniversário do município de Saudade do Iguaçu
- Aniversário do município de São José, Santa Catarina.
- Aniversário do município de Ribas do Rio Pardo (MS).

### Cristianismo
- São José
- Marcel Callo

## Outros calendários
- No calendário romano era o 14.º dia (XIV) antes das calendas de abril.
- No calendário litúrgico tem a letra dominical A para o dia da semana.
- No calendário gregoriano a epacta do dia é xii.